# Victory (scheepstype)

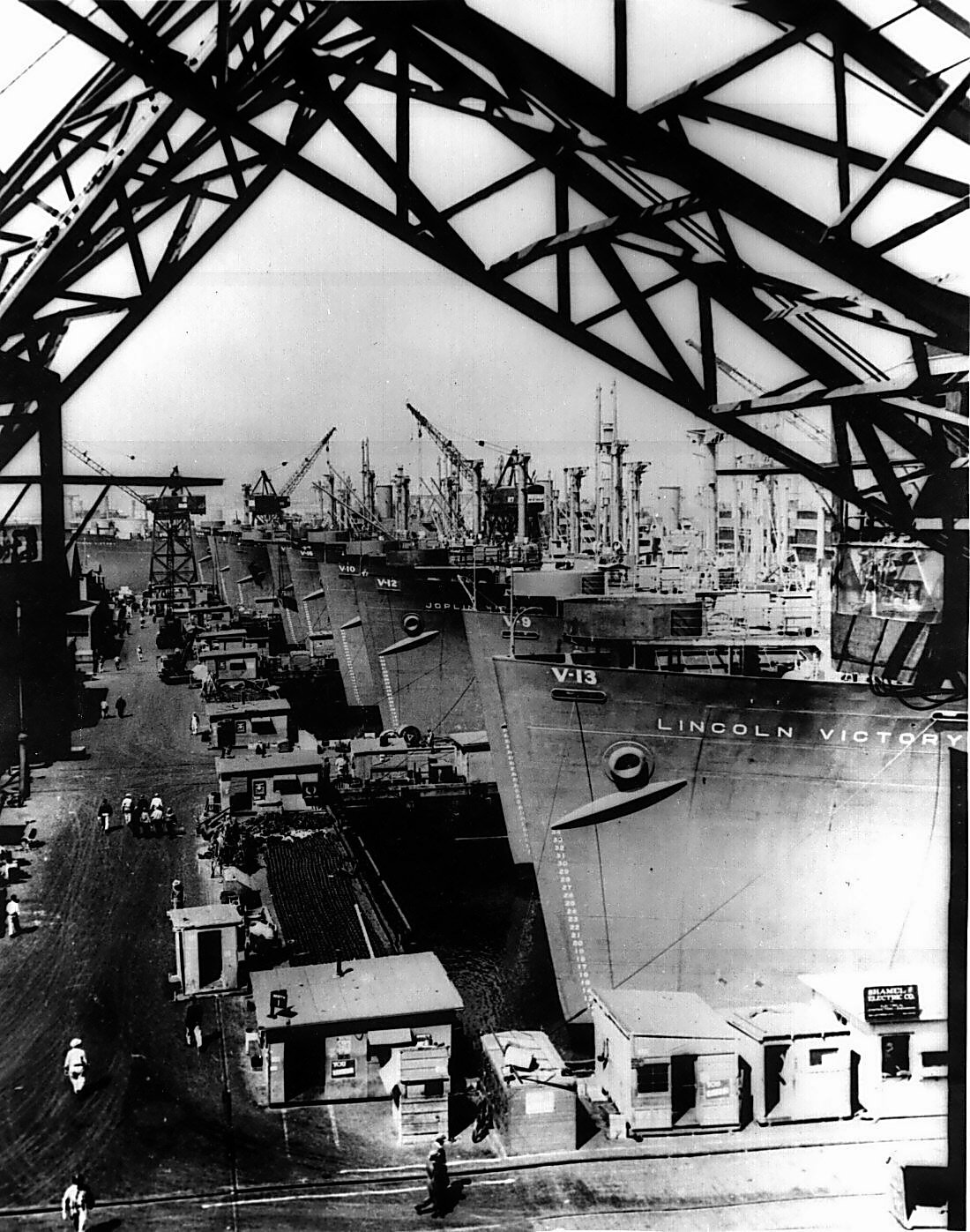
Victory vrachtschepen opgelijnd op een scheepswerf aan de Westkust van de Verenigde Staten

Een Victory-schip is een type vrachtschip dat in grote aantallen werd gebouwd door Amerikaanse scheepswerven tijdens de Tweede Wereldoorlog, ter vervanging van de verliezen die werden geleden door de Duitse U-boten. Samen met een eerder ontwerp – het Liberty-schip – werden er zo'n 2400 gebouwd in de Verenigde Staten en meer dan 300 in Canada.

## Ontwerp
Een van de eerste daden van de War Shipping Administration na de vorming in februari 1942 was de opdracht tot het ontwerp van de klasse. In eerste instantie werd deze EC2-S-AP1 genoemd, waarbij EC2 stond voor Emergency Cargo, type 2, S voor stoomvoortstuwing met één schroef (EC2-S-C1 was de aanduiding van het liberty-ontwerp). Dit werd veranderd naar VC2-S-AP1 en de naam Victory Ship werd officieel aangenomen op 28 april 1944. De codeletters VC2-S-AP2 hebben de volgende betekenis: de V staat voor Victory, C2 voor een middelgroot vrachtschip, S voor Steam (stoom) en AP2 voor het motortype, in dit geval met een vermogen van 6000 pk.
Zij waren een grote verbetering ten opzichte van het voorgaande Liberty-ontwerp, dat in veel grotere aantallen werd gebouwd. Zij haalden een hogere snelheid, circa 15 tot 17 knopen tegen 11 knopen voor de Liberty, en een groter bereik. De hogere snelheid was vooral belangrijk omdat deze hen minder kwetsbaar maakte voor Duitse U-boten. Onder water konden de U-boten hen zeker niet volgen en boven water waren de onderzeeboten te kwetsbaar voor bommenwerpers en torpedobootjagers, zeker in die periode. De hogere snelheid werd bereikt door gebruik te maken van betere motoren. In plaats van de drievoudige expansie-stoomzuigermotor met een vermogen van 2500 pk werd gebruikgemaakt van de Lenz-zuigermotor, stoomturbines of dieselmotoren met een vermogen tussen de 6000 en 8500 pk (4,5 tot 6 MW). Zij hadden ook geen hulpwerktuigen die werden aangedreven door stoom, maar door elektriciteit. In tegenstelling tot hun voorgangers werden zij met olie gestookt, hoewel een aantal Canadese schepen ook uitgerust was om op kolen te varen.
Bovendien was de romp sterker, aangezien een aantal Liberty-schepen waren gebroken. Om de schepen minder stijf te maken – en daarmee de langsscheepse spanning te verminderen – werden de spanten 36 inch (914 mm) uit elkaar geplaatst, in plaats van 30 inch (762 mm). Victory-schepen waren iets groter dan Liberty-schepen, 139 meter lang bij 19 meter breed en met een diepgang van 7,6 meter. Met een ranke boeg en een kruiser-achtersteven - wat bijdroeg aan een hogere snelheid - hadden zij een duidelijk ander voorkomen dan de Liberty-schepen.
Zij waren uitgerust met een kanon van 5-inch (127 mm) op de achtersteven tegen onderzeeboten, een luchtafweerkanon op de boeg van 3-inch (76 mm) en acht kanonnen met een kaliber van 20 mm, ook als luchtafweergeschut. Deze wapens werden bemand door de United States Naval Armed Guard, die deel uitmaakte van de Amerikaanse marine.

## Oplevering
Het eerste schip was het SS United Victory, dat op 12 januari 1944 van stapel liep bij de Oregon Shipbuilding Corporation en voltooid werd op 28 februari 1944. Een maand later vond de proefvaart plaats. Amerikaanse schepen hadden vaak een naam waarin Victory voorkwam. De Britten en Canadezen gebruikten respectievelijk Fort en Park. Na de United Victory werden de volgende 34 schepen naar geallieerde landen vernoemd, de 218 daarna naar Amerikaanse steden, de volgende 150 naar onderwijsinstellingen en de rest kreeg willekeurige namen.
Hoewel de oplevering aanvankelijk langzaam verliep – slechts 15 schepen waren er opgeleverd tot mei 1944 – waren er aan het einde van de oorlog 531 klaar. De commissie schrapte de order voor nog eens 132 schepen, hoewel er nog 3 werden afgeleverd in 1946 voor de Alcoa Steamship Company. Hiermee kwam het totaal aantal schepen dat werd gebouwd op 534.

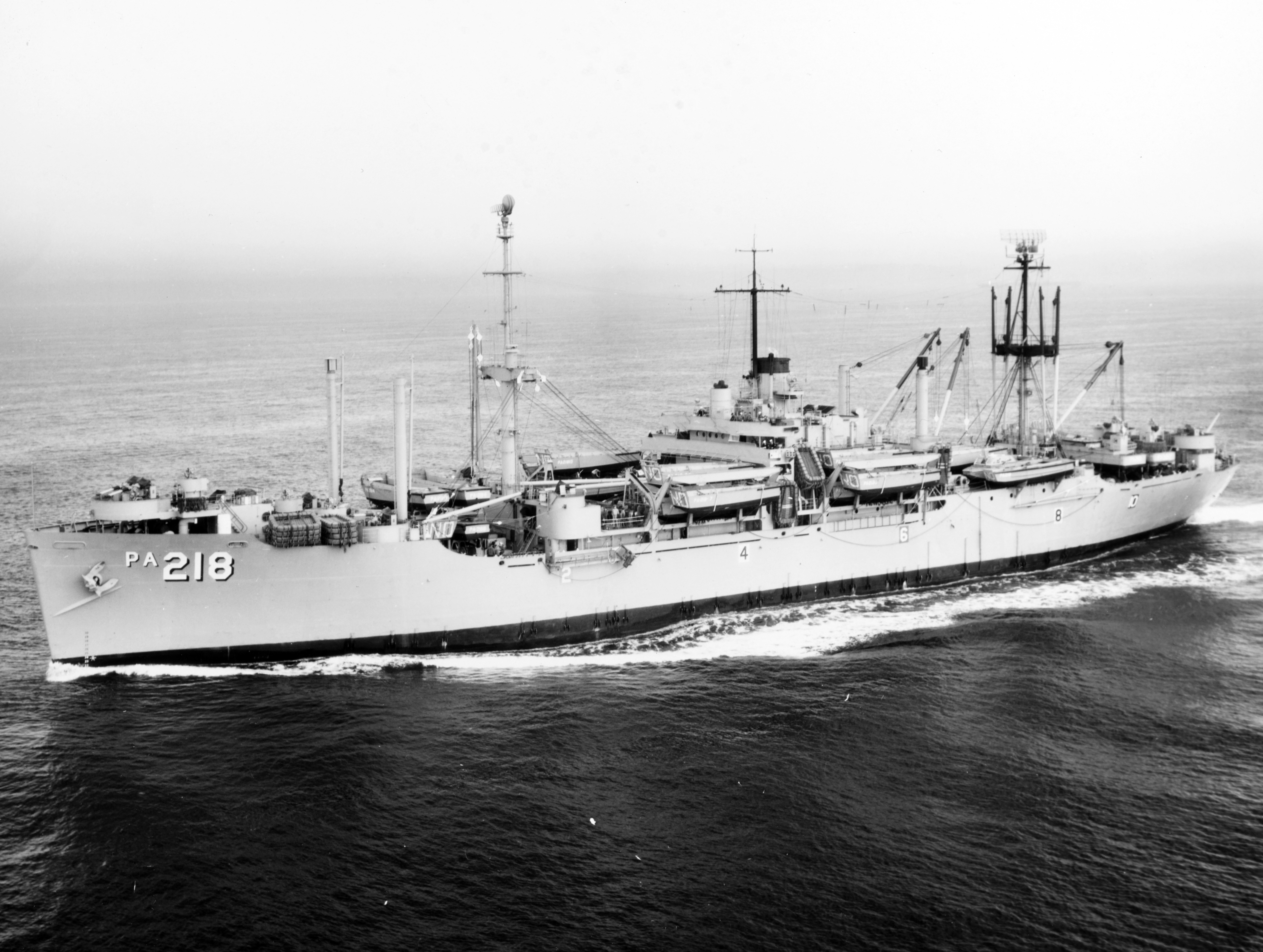
USS Nobel, een amfibisch transportschip van het type VC2-S-AP5.

| Aantal gebouwd | Type      | Opmerking                               |
| -------------- | --------- | --------------------------------------- |
| 272            | VC2-S-AP2 | 6.000 pk (4,5 MW) vrachtschip           |
| 141            | VC2-S-AP3 | 8.500 hp (6,3 MW) vrachtschip           |
| 1              | VC2-M-AP4 | Als enige uitgerust met een dieselmotor |
| 117            | VC2-S-AP5 | Amfibisch transportschip                |
| 3              | VC2-S-AP7 | Na de oorlog afgebouwd voor Alcoa       |

## In dienst

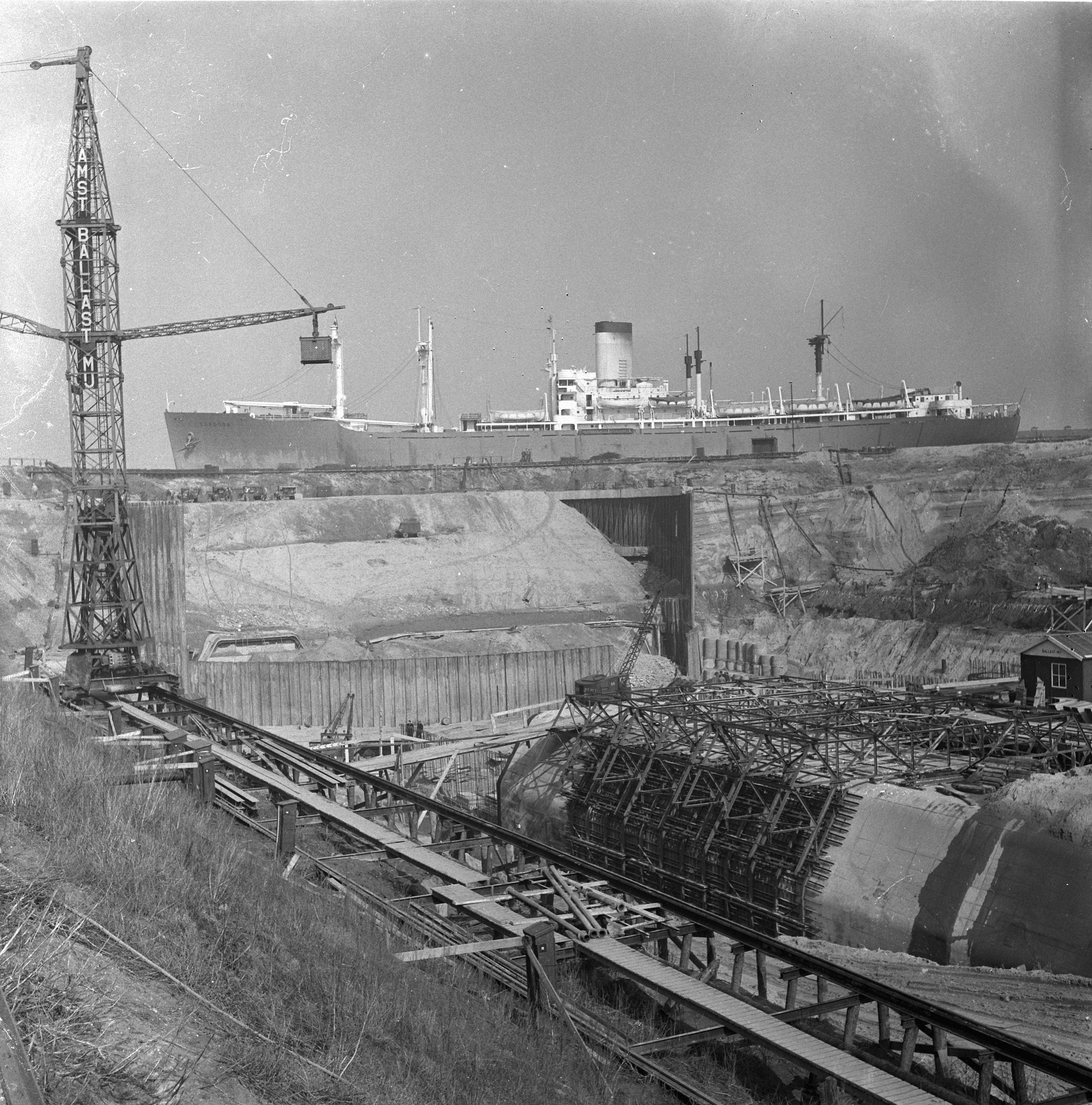
De Cordoba, de tot vracht- en passagiersschip omgebouwde N.Y.U. Victory in 1954, varend in het Noordzeekanaal. Eronder de bouwput van de Velsertunnel.

Doordat de onderzeebootoorlog al gewonnen was tegen de tijd dat de eerste schepen in de vaart kwamen, zijn er slechts twee tot zinken gebracht door U-boten. Dit waren de Fort Bellingham en de Fort St. Nicholas. Nog drie werden tot zinken gebracht tijdens Japanse kamikaze-aanvallen in april 1945, de Logan Victory, de Hobbs Victory en de Canada Victory.
Veel schepen werden na de oorlog voor diverse doeleinden omgebouwd. Vanaf 1959 werden schepen uit de reservevloot van de Amerikaanse marine gehaald voor gebruik door de NASA. Een van die schepen was het SS Kingsport Victory, die omgedoopt werd tot USNS Kingsport. Die werd omgebouwd tot het eerste satellietcommunicatieschip. Een ander was de voormalige Haiti Victory, die de neuskegel van de Discoverer 13 oppikte op 11 augustus 1960.
Na de oorlog zijn een groot aantal schepen van dit type opgelegd voor de reservevloot van de Amerikaanse marine. In maart 2010 werd de laatste Victory van de Suisun Bay Reserve Fleet weggesleept. In mei 2010 werd de Winthorp Victory in Texas gesloopt waarmee een einde kwam aan de rol aan de Victory schepen voor de Amerikaanse marine. Er zijn ten minste drie museumschepen van dit type. In het Rosie the Riveter/World War II Home Front National Historical Park in Richmond (Californië) ligt de Red Oak Victory.

## Naslagwerk
- (en)  Frederic C. Lane, Ships for Victory: A History of Shipbuilding under the U.S. Maritime Commission in World War II, 1951. Baltimore: Johns Hopkins University Press, 2001, ISBN 0-8018-6752-5